# Tontine
Die Tontine (oder Tontinenversicherung, Tontinengeschäft) ist im Versicherungswesen eine der Lebensversicherung ähnelnde Versicherungsart.
Die Tontine ist benannt nach dem Italiener Lorenzo de Tonti, der im Jahre 1653 in Paris ein System entwickelte, bei dem Bürger in einen staatlichen verzinsten Fonds Geld einzahlten, aus dem sie wiederum zeitlebens regelmäßige Rentenzahlungen erhielten. Starben einzelne Anteilsinhaber, erhielten die verbliebenen höhere Zahlungen; starben alle Anteilsinhaber, fiel der Rest dem Staatsvermögen zu. Das von de Tonti erdachte System gilt als Frühform einer Rente und entwickelte sich in Frankreich sehr schnell, so dass es dort zu einer großen Verbreitung kam.

## System
Das Prinzip der Tontine lässt sich am Beispiel eines K.-o.-Turniers illustrieren. Nehmen zum Beispiel 64 Spieler an einem derartigen Turnier teil, so kann das Preisschema folgendermaßen aussehen:
- Vor Beginn der ersten Runde zahlt jeder der 64 Teilnehmer ein Nenngeld von 1 € – entsprechend dem Spieleinsatz (französisch mise) (d. h. Einmalprämie) bei einer Tontine.
- Nach der ersten Runde verbleiben 32 Teilnehmende im Spiel, nach der zweiten Runde 16.
- Nach der dritten Runde – bei einer Tontine entspricht dies der Aufschub- oder Karenzzeit – erfolgt eine erste Ausschüttung in Höhe von 16 €: Jeder der acht „Überlebenden“ erhält somit 2 €.
- Nach der vierten Runde erfolgt eine zweite Ausschüttung in Höhe von 16 €: Jeder der vier „Überlebenden“ erhält nun weitere 4 €.
- Nach der fünften Runde erfolgt eine dritte Ausschüttung in Höhe von 16 €: Jeder der zwei „Überlebenden“ erhält nun 8 €.
- Nach der sechsten Runde erfolgt die letzte Ausschüttung: Der Sieger des Turniers erhält als letzter „Überlebender“ nochmals 16 €; seine gesamte Auszahlungssumme aus allen Runden beträgt somit 2+4+8+16 = 30 €.

In der modernen Lebensversicherungsmathematik lebt die Tontine dadurch fort, dass Versicherungsnehmer bei der Kapitallebensversicherung über die sogenannten „natürlichen Überschuss-“ bzw. „Gewinnbeteiligungssysteme“ am tatsächlichen Sterblichkeitsverlauf Anteil nehmen. Sie werden indirekt am Risiko beteiligt, indem die gesammelten Überschüsse Jahr für Jahr den jeweils Überlebenden zugewiesen werden. Die bei Tontinen verbreitete Verbindung aus Lebensversicherung und Lotterie hat sich in den sogenannten „Auslosungsversicherungen“ erhalten.

## Geschichte

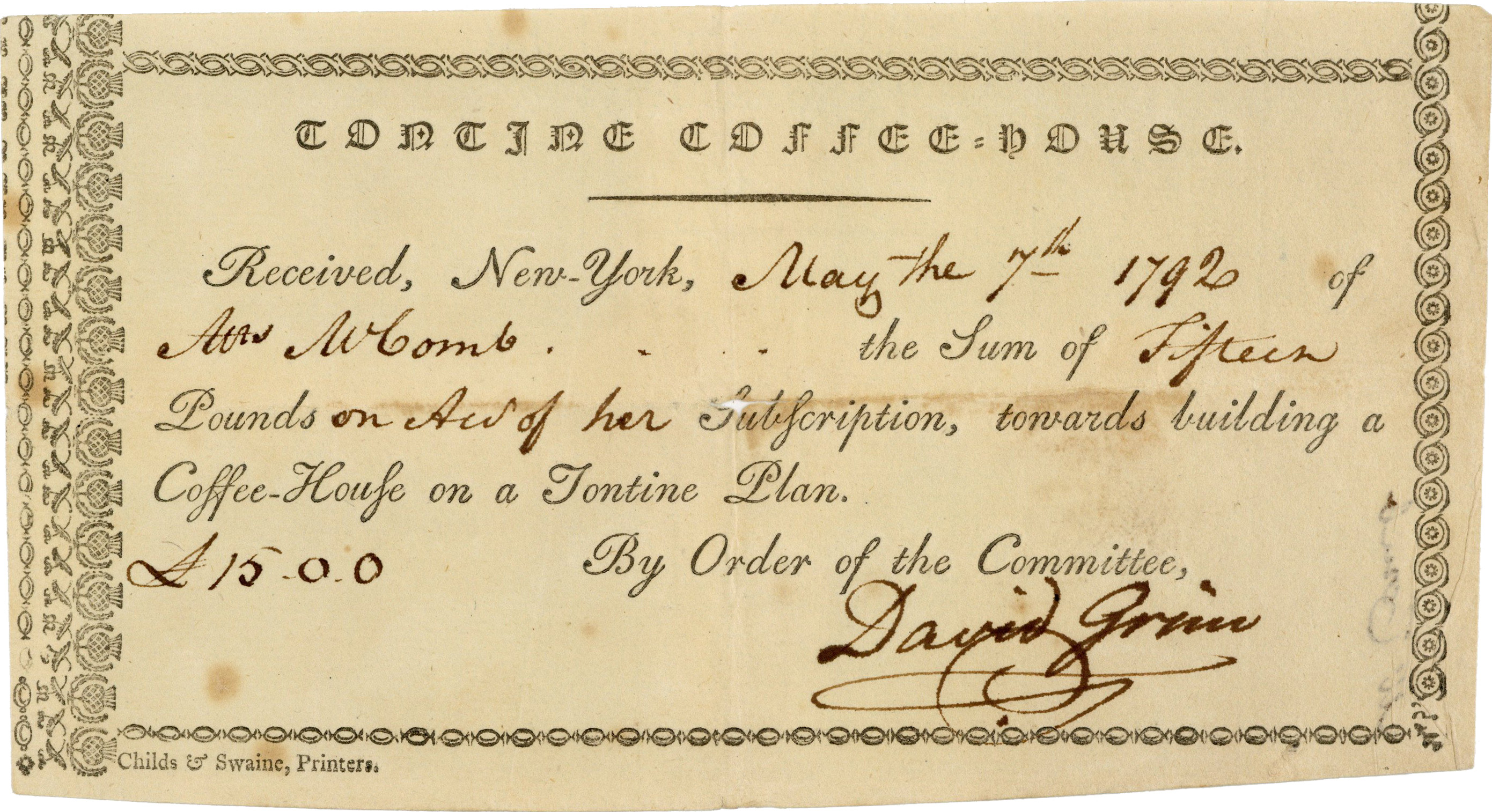
Subskriptionsquittung über 15 £ für den Bau des Tontine Kaffee-Hauses an der Wall Street 82 in Manhattan, ausgestellt in New York am 7. Mai 1792. Das 1793–94 nach einem Tontinenplan erbaute Tontine Coffee-House diente einer Gruppe von Börsenmaklern als Wertpapierbörse, aus der später die New York Stock Exchange wurde.

Die erste staatliche und mit einem Zinssatz von 5 % versehene französische Tontine auf modifizierter Grundlage kam im November 1653 unter König Ludwig XIV. auf. Paul Jacob Marperger berichtete darüber, dass sie 1663 in der französischen Verfassung berücksichtigt wurde und 1696 zur Ausführung gelangte. Der Beitrag für die anfangs 1013 zahlenden Bürger betrug jeweils 300 Livres. Die Grundlagen standen in einem 49-seitigen Heft, das mit einer Auflage von 750 Stück seit März 1653 auch in Dänemark erschien. Die Registrierung in Frankreich erfolgte als „Tontine royale“ im September 1661. Andere Staaten folgten, so im Oktober 1670 die Niederlande (Stadt Kampen) oder im April 1747 Dänemark. König William III. brachte 1693 in England eine Version heraus, die jeden der 12.000 Anteilsinhaber 100 Pfund kostete. Eine einfache Tontine rief im September 1698 Friedrich I. zur Kriegsfinanzierung ins Leben. Die Franzosen brachten weitere acht Tontinen heraus, wobei die von 1745 mit 30.000 Anteilen am meisten verbreitet war. Die letzte Tontine kam 1759 auf den Markt. Als ein königliches Edikt 1763 künftige staatliche Tontinen verbot, gab es eine erste Einschränkung dieser beliebten Geldanlage; eine weitere Einschränkung dieser Anlageform gab es im Juli 1770 durch das den bisherigen Tontinen auferlegte Zahlungsverbot. Alle Tontinenrenten wurden nun in Leibrenten umgewandelt. Der Finanzminister Jacques Necker gab in den fünf Jahren seiner Amtszeit (1776–1781) Leibrenten im Umfang von 386 Mio. Livres aus, die von Genfer Banken in Tontinen umgewandelt wurden (s. u.). Mit der Einführung der neuen Währung der Assignats im Jahre 1789 während der Französischen Revolution kam das Ende der Tontine für ihre verbliebenen 30.000 Anteilsinhaber.
Eine der Ursachen der französischen Revolution war die Finanzkrise, die ganz maßgeblich mit dem Tontinengeschäft zusammenhängt: Findige Genfer Bankiers kauften Tontinen auf 30 ausgewählte Mädchen aus dem Genfer Bürgertum (Les trente desmoiselles de Génève) und ließen diesen die beste medizinische Betreuung zukommen, sodass diese ein langes Leben erwarten durften.
In Deutschland erschien das Wort Tontine ersichtlich erstmals 1767 beim Lexikografen Johann Theodor Jablonski in seinem „Allgemeinen Lexikon der Künste und Wissenschaften“. 1777 kam in Nürnberg die so genannte zusammengesetzte Tontine heraus, bei der „kein einziges Mitglied etwas verlieren kann“. Das Allgemeine Preußische Landrecht (APL) vom Juni 1792 zählte die Tontine, die hierin als Leibrente bezeichnet wird, zu den „gewagten Geschäften“ (I 5, § 617 APL). Ein „Handbuch der Erfindungen“ von Gabriel Christoph Benjamin Busch verzeichnete 1822 die Tontinen als „Leibrenten, wo die Einleger nach ihrem Alter in gewisse Klassen geteilt werden und die in einer jeden Klasse Überlebenden die völlige Rente genießen, so dass zuletzt einer, der am längsten lebt, die ganze Summe erhält“.
Für den Juristen Heinrich Graeff war 1842 die Tontine deshalb „offenbar nichts weiter, als ein verstecktes Lotteriespiel, wobei die Gewinne in Leibrenten, statt sonst in Kapital bestehen“. Im Dezember 1912 bestanden in Frankreich 22 Tontinen-Gesellschaften, von denen sich die Mehrzahl zu einer „Chambre syndicale des Sociétés mutuelles sur la vie à la forme tontinère“ zusammengeschlossen hatte.
Derartige Vereinbarungen zwischen mehreren Personen mit dem Ziel, das von ihnen eingezahlte Kapital nebst Zinsen zu regelmäßigen Terminen auf diejenigen unter ihnen zu verteilen, die im Zeitpunkt der Zahlung noch leben, galten nach deutschem Versicherungsrecht lange Zeit als Lotterie und gehörten zu den verbotenen versicherungsfremden Geschäften, die nach § 15 Abs. 1 VAG verboten waren. Auf französischen Antrag wurden Tontinen im März 1979 als Kapitalisierungsgeschäfte in die Richtlinie 79/267/EWG (Erste EWG-Lebensversicherungsrichtlinie) aufgenommen. Als Teil einer EU-Richtlinie gilt die Tontine damit nicht unmittelbar in allen EU-Mitgliedstaaten, sondern muss von diesen in nationales Recht umgewandelt werden.

## Rechtsfragen
Im deutschen Versicherungsrecht wird unterschieden zwischen Versicherungen auf den Todesfall und auf den Erlebensfall, zu letzteren gehören die Leibrenten und auch die Tontinen. Durch das Dritte Durchführungsgesetz zum VAG vom 21. Juli 1994 sind unter anderem die Kapitalisierungsgeschäfte und die Tontinengeschäfte in den Katalog der Versicherungsarten aufgenommen worden. Tontinen sind nach § 1 Abs. 2 VAG in Verbindung mit Nr. 22 der Anlage 1 zum VAG ausdrücklich als „Tontinengeschäfte“ in Deutschland erlaubt. Sie sind zwar keine Lebensversicherungen, werden aber diesen nach § 1 Abs. 4 VAG gleichgestellt. Unter Tontinen sind europarechtlich Geschäfte zu verstehen, die die Bildung von Gemeinschaften umfassen, in denen sich Teilhaber vereinigen, um ihre Beiträge gemeinsam zu kapitalisieren und das so gebildete Vermögen entweder auf die Überlebenden oder auf die Rechtsnachfolger der Verstorbenen zu verteilen (Art. 2 Abs. 3 Solvabilität II). Tontinen haben im deutschsprachigen Raum keine Bedeutung erlangt.

## Frankreich
In Frankreich war die Tontinen-Gesellschaft ursprünglich ein Versicherungsverein auf Gegenseitigkeit (VVaG), der Abschluss einer Tontine war mit dem automatischen Eintritt in den VVaG verbunden. Dabei erwarb er ähnliche Rechte wie der Aktionär einer Aktiengesellschaft. Die Renten der Verstorbenen wurden an die Überlebenden derselben Altersklasse verteilt; starb diese Klasse aus, so fiel der Vermögensanteil dem Staatsvermögen zu. Das größte Tontinengeschäft wies die 1898 gegründete Mutuelle de France et des Colonies aus.
Heute ist die Vereinbarung einer Tontine (französisch pacte tontinier) ein entgeltlicher Risikovertrag (französisch contrat aléatoire à titre onéreux). Die mindestens zwei Vertragsparteien erwerben gegenseitig das Recht, beim Tod des anderen dessen Anteil zu erwerben (Anwachsungsrecht; französisch clause d’accroissement). Ist dieses Anwachsungsrecht unterschiedlich viel wert (etwa weil eine der Vertragsparteien eine kürzere statistische Restlebenserwartung hat), muss sich dies in der Vereinbarung niederschlagen. Ansonsten handelt es sich um eine verdeckte Schenkung auf den Tod. Zahlt lediglich eine Vertragspartei den Beitrag, liegt ein Missbrauch der Tontine vor, was zu ihrer Nichtigkeit führt. Eine Nichtigkeit kann sich auch daraus ergeben, dass die Vereinbarung der Tontine bei Eheleuten gegen das Verbot der Umwidmung von Gesamtgut (französisch biens communautaires) in Vorbehaltsgut (französisch biens propres) verstößt. Die Wirksamkeit der Tontine hängt auch davon ab, ob es sich nach der konkreten Ausgestaltung der Klausel um einen verbotenen Vertrag über eine zukünftige Erbschaft handelt (französisch pacte sur succession future). So wurde beispielsweise eine Klausel, wonach der Anteil des Erstversterbenden dem Überlebenden nach dem Tod des Erstverstorbenen „zufallen“ (französisch revenir à) soll, vom Cour de cassation für unwirksam erklärt.

## Sonstiges
Die ebenfalls als Tontinen bezeichneten lokalen Spar- und Kreditgruppen in den verschiedenen Ländern Westafrikas wie etwa in Kamerun, welche durch ihren kooperativen Charakter auch eine soziale Bedeutung haben, entsprechen eher einem kollektiven Spargeschäft (vgl. Bausparkasse, Kollektives Bausparen) und haben mit der klassischen Tontine nur den Namen gemein.
Tontinen spielen auch in verschiedenen Kriminalgeschichten eine bedeutende Rolle, zum Beispiel in The Wrong Box („Die falsche Kiste“; 1892) von Robert Louis Stevenson und in 4:50 from Paddington von Agatha Christie (1957).